# 菅野善三郎
菅野 善三郎（かんの ぜんざぶろう、慶応2年6月26日（1866年8月6日） - 1924年（大正13年）9月21日）は、日本の検事。

## 経歴
福島県伊達郡福田村（現在の川俣町）出身。1893年（明治26年）、東京帝国大学法科大学を卒業し、司法官試補となる。仙台区裁判所検事、宮城控訴院検事、秋田地方裁判所検事正、樺太地方裁判所検事正、熊本地方裁判所検事正、名古屋地方裁判所検事正を歴任。1916年（大正5年）、大審院検事となる。
その後、台湾総督府法院検察官に転じ、覆審法院検察官長、高等法院検察官長を務めた。